# Polsat Doku
Polsat Doku – polski kanał telewizyjny należący do Telewizji Polsat, który został uruchomiony 10 lutego 2017 roku o 6:00. Nadawany tylko w wersji HD, poprzez satelitę Eutelsat Hot Bird 13E, znalazł się w ofercie Cyfrowego Polsatu, i w sieciach kablowych w Polsce.
Koncesję na nadawanie programu o charakterze uniwersalnym w kanale Polsat Doku (pierwotnie drugi człon nazwy prezentowano jako Docu) nadawca uzyskał w grudniu 2015 roku. W ramówce planowane są głównie filmy i cykle dokumentalne oraz docu-soapy i docu-crimy. Kanałem kieruje Radosław Sławiński, który pozostaje szefem Polsat Play.
6 kwietnia 2020 Polsat Doku odświeżył swój logotyp i zmienił oprawę graficzną wraz z sąsiednimi kanałami Polsatu. 30 sierpnia 2021 wraz z rodziną kanałów Polsatu, Polsat Doku zmieniło swoje logo oraz oprawę graficzną. Polsat Doku jest emitowany w ofercie Polsat Box, UPC, Play, Orange, T-Mobile (telewizja).

## Logo
| Data wprowadzenia | Opis | Ilustracja |
| ----------------- | --- | ---------- |
| 10 lutego 2017    | Napis „DOKU” na czerwonym kwadracie. Pod spodem napis Polsat w czarnym prostokącie.                              |            |
| 6 kwietnia 2020   | Logo bez zmian, jedynie różnica kolorystyczna. Prostokąt polsatu czerwony, a kwadrat z napisem „DOKU” granatowy. |            |
| 30 sierpnia 2021  | Szare paski (jednak środkowy fioletowy) tworzące kulę, pod nimi szary napis „polsat doku”.                       |            |

## Oferta programowa
Działalność kanał rozpoczął emisją filmów dokumentalnych, przyrodniczych i reportaży zagranicznych nadawców, m.in. w paśmie rozpoczynającym się około 20:00, z różną tematyką w każdy dzień tygodnia.
W ramówce Polsat Doku znalazły się także znane z anteny kanałów Grupy Polsat pozycje, takie jak serie dokumentalne: „Chłopaki do wzięcia”, „Kochankowie z internetu”, „Stołeczna drogówka”, „Skarby III Rzeszy” Bogusława Wołoszańskiego, „Skazany za…” czy „Taaaka ryba”. Pokazano również paradokumenty „Na ratunek 112” oraz „Gliniarze”, serial dokumentalny Sylwestra Latkowskiego „Tajemnice polskiej mafii” i magazyn edukacyjny.

## Dostępność
- Polsat Box Go
- Polsat Box – pozycja 109, 159, 240
- Platforma Canal+ - pozycja 133
- Orange – pozycja 458
- Netia – pozycja 57
- Vectra – pozycja 508
- Multimedia Polska – pozycja 75
- UPC Polska – pozycja 320, 396
- Korbank/Avios – pozycja 316